# Марія Новак
Марія Новак (27 березня 1935 — 22 грудня 2022) — польська економістка, засновниця Асоціації прав на економічне підприємництво (AIDE).

## Біографія
Марія Новак народилася 27 березня 1935 року. Після отримання диплома Лондонської школи економіки працювала у Французькому агентстві розвитку та Світовому банку. З 1980-х років вона працює у сфері мікрокредитування за моделлю Бангладешу Грамін Банк. Вона заснувала Асоціацію прав на економічне підприємництво (AIDE).
Марія Новак була президентом Асоціації прав на економічне підприємництво AIDE та Європейської мікрофінансової мережі (EMN).
Померла 22 грудня 2022 року у віці 87 років.